# Dartmoor Pound

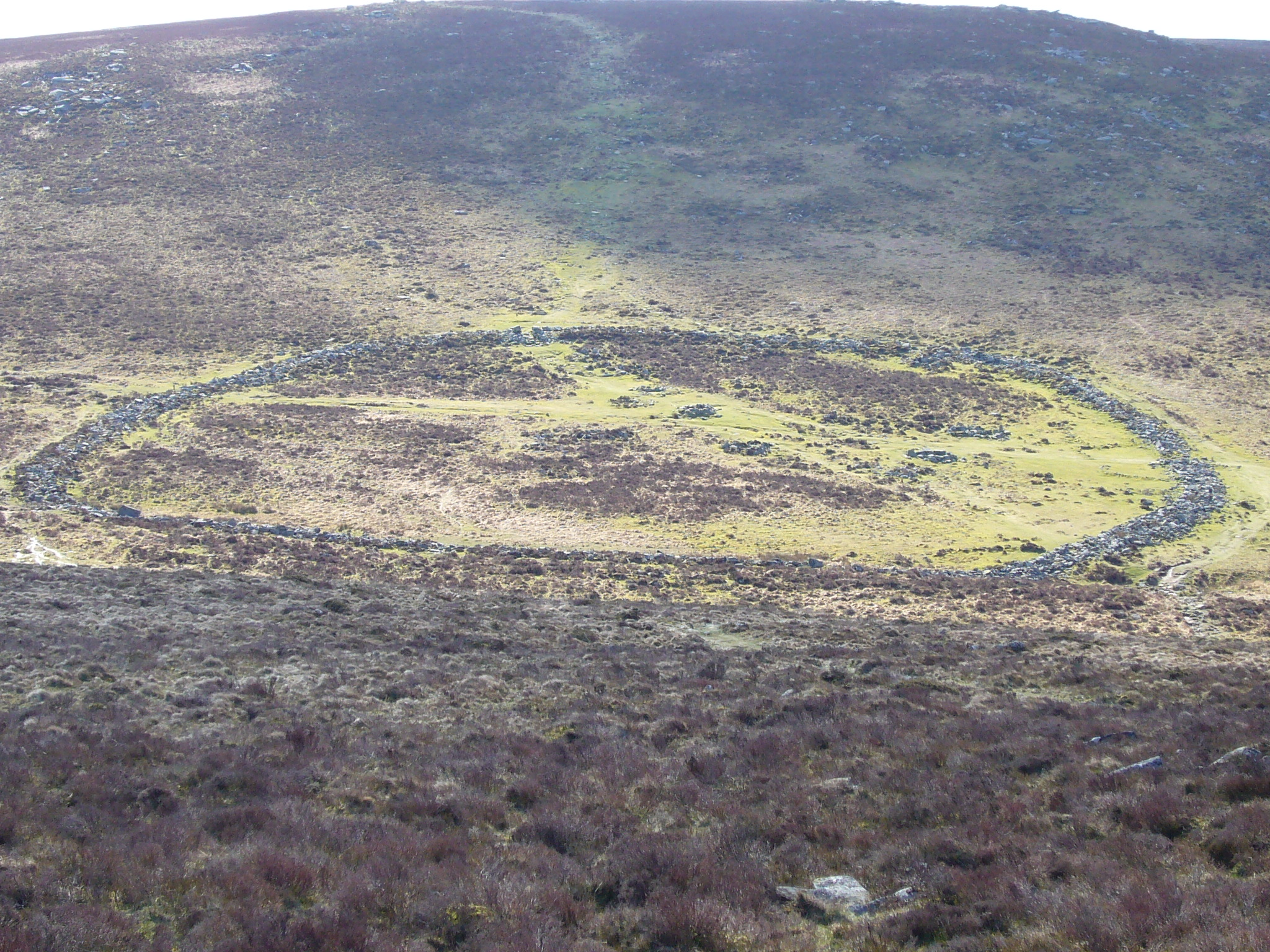
Grimspound vom „Hookney Tor“ aus gesehen

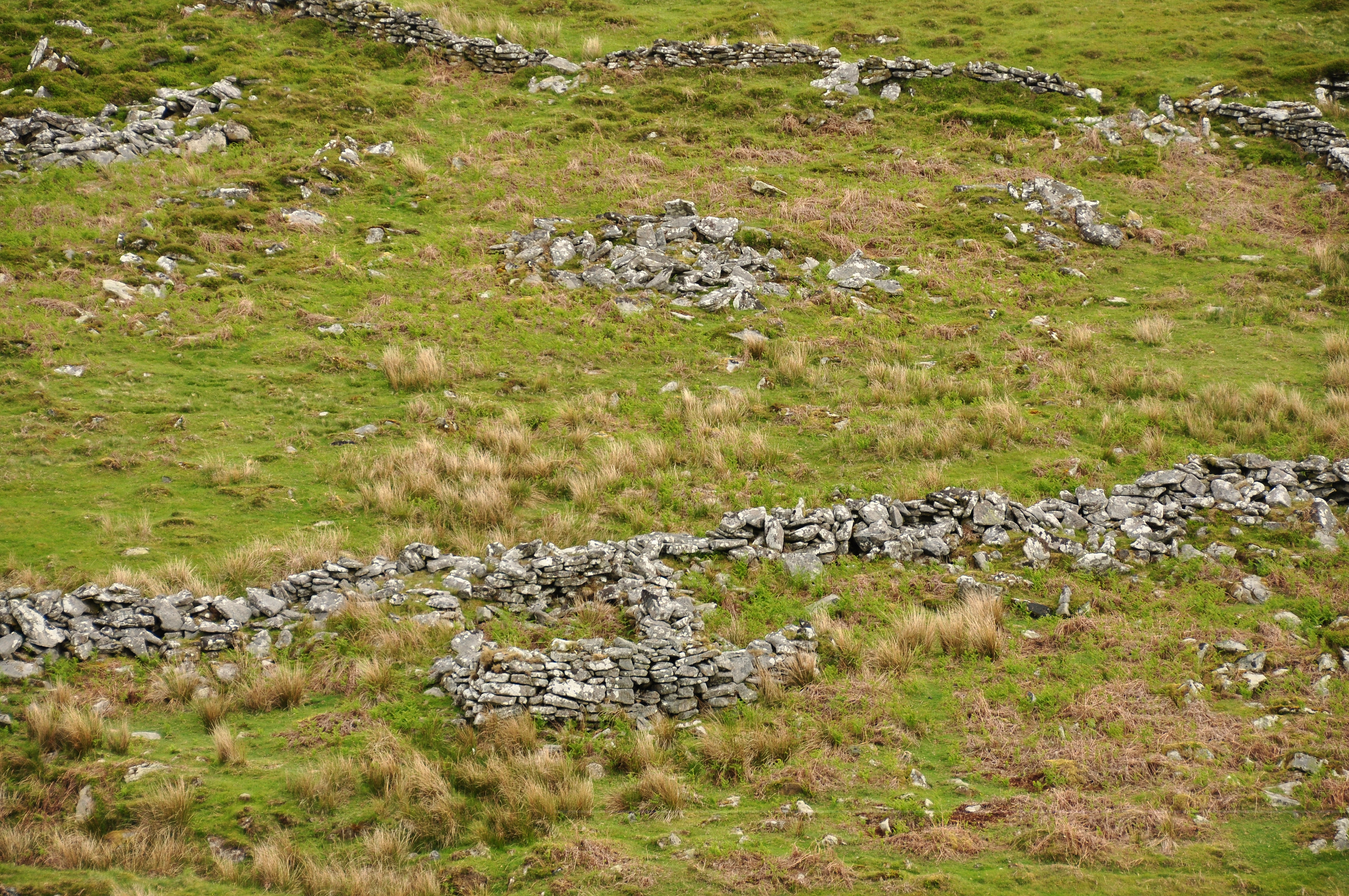
Gehege im Erme Pound

Die Dartmoor Pounds sind etwa 30 bis in die Bronzezeit datierbare, meist runde, teils auch eckige (Laughter Tor) steinerne Umwallungen von bis zu vier Hektar Größe in der englischen Hügellandschaft von Dartmoor in der Grafschaft Devon.
Es gibt unterschiedliche und unbelegte Deutungen über ihren Zweck:
- Siedlung (unbekannter Funktion),
- Viehkral[2]
- Platz für die Getreideaufbereitung (wobei Darren fehlen)

Normalerweise würde man die runden, aber auch eckigen steinernen Umwallungen in einer derartigen Region in Zusammenhang mit der Viehhaltung bringen, die auch dort irgendwann erfolgte. Um 1404 sprechen die Annalen der Region allerdings noch von einem Dartmoor Forest, was nicht zwingend mit der Viehhaltung zu verbinden ist.
Einigermaßen erforscht sind Dunnabridge Pound, Erme Pound, Grimspound, Kes Tor Round Pound und Lough Tor Pound.

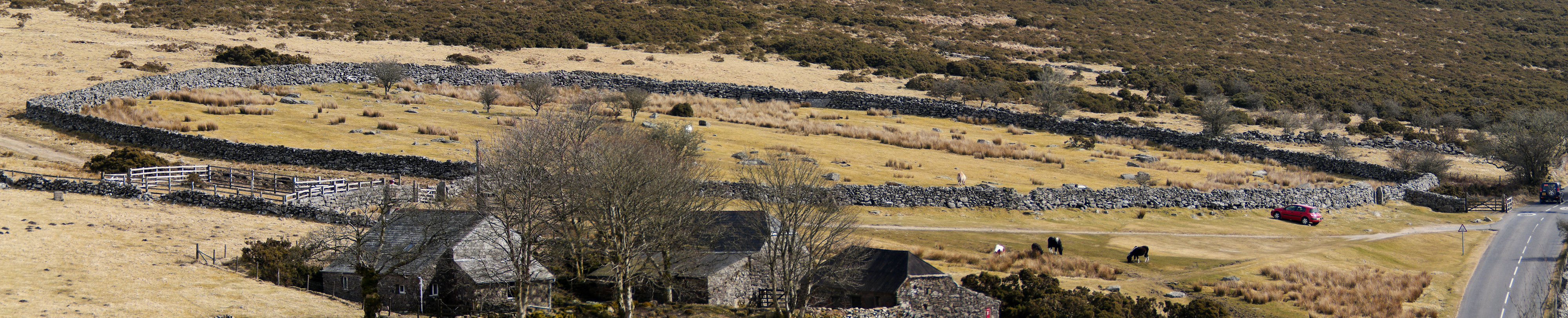
Dunnabridge Pound